# کریس زیلکا
کریس زیلکا (انگلیسی: Chris Zylka؛ زادهٔ ۹ مهٔ ۱۹۸۵) بازیگر و مانکن اهل ایالات متحده آمریکا است.
وی دانش‌آموختهٔ دانشگاه تولیدو است و از سال ۲۰۰۸ میلادی تاکنون مشغول فعالیت بوده‌است.
از فیلم‌ها یا برنامه‌های تلویزیونی که وی در آن نقش داشته‌است می‌توان به ۱۰ چیز درباره تو که ازشان متنفرم، مرد عنکبوتی شگفت‌انگیز، پیرانا سه‌بعدی‌دی و بازماندگان اشاره کرد.